# J. Fred Olson
Josef Fredrik Olson, född 4 februari 1870 i Kalmar, död 19 juli 1947 i Kalmar, var en svensk arkitekt, verksam i Kalmar.

## Liv och verk

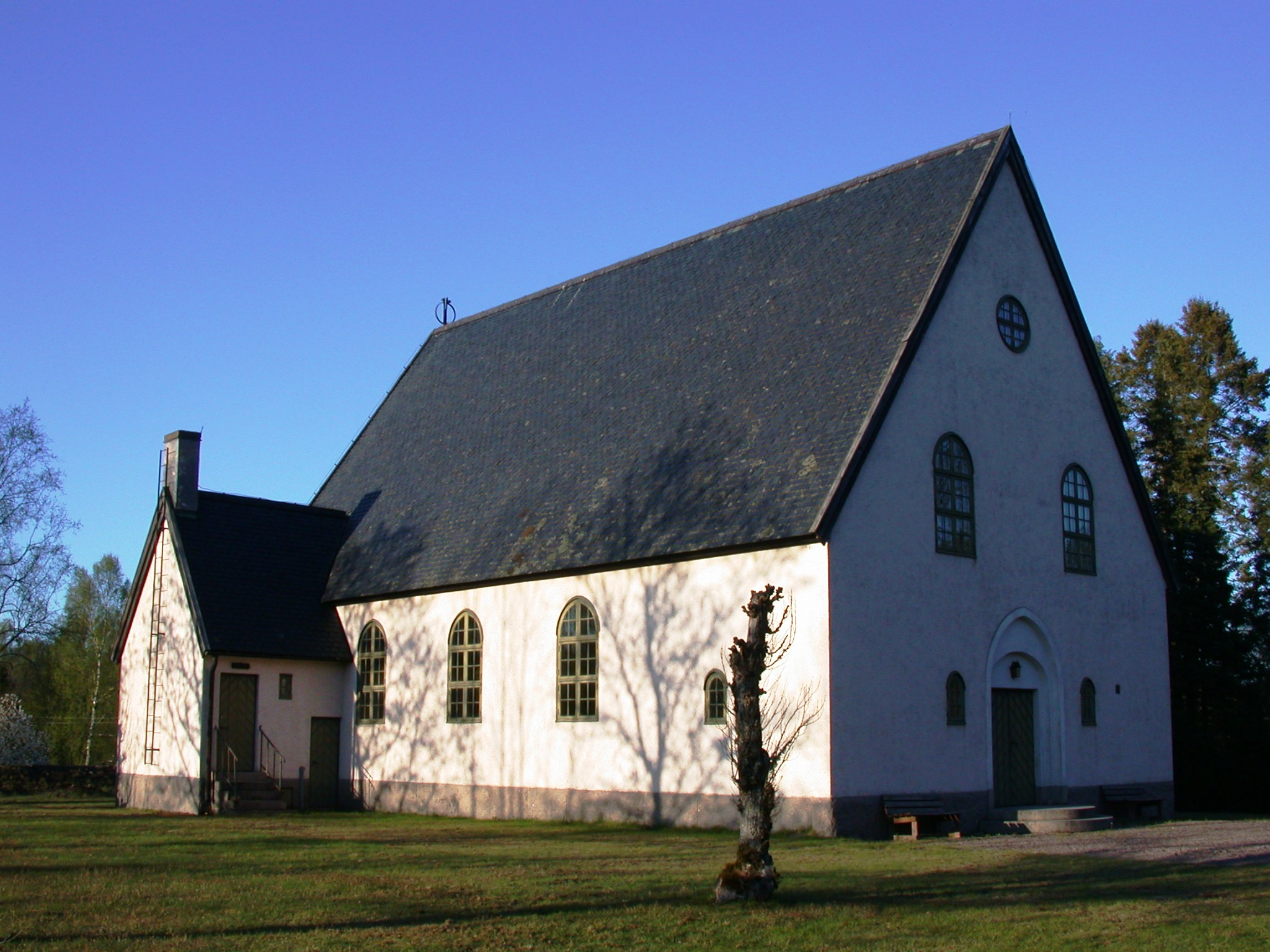
Flemmingelands kapell

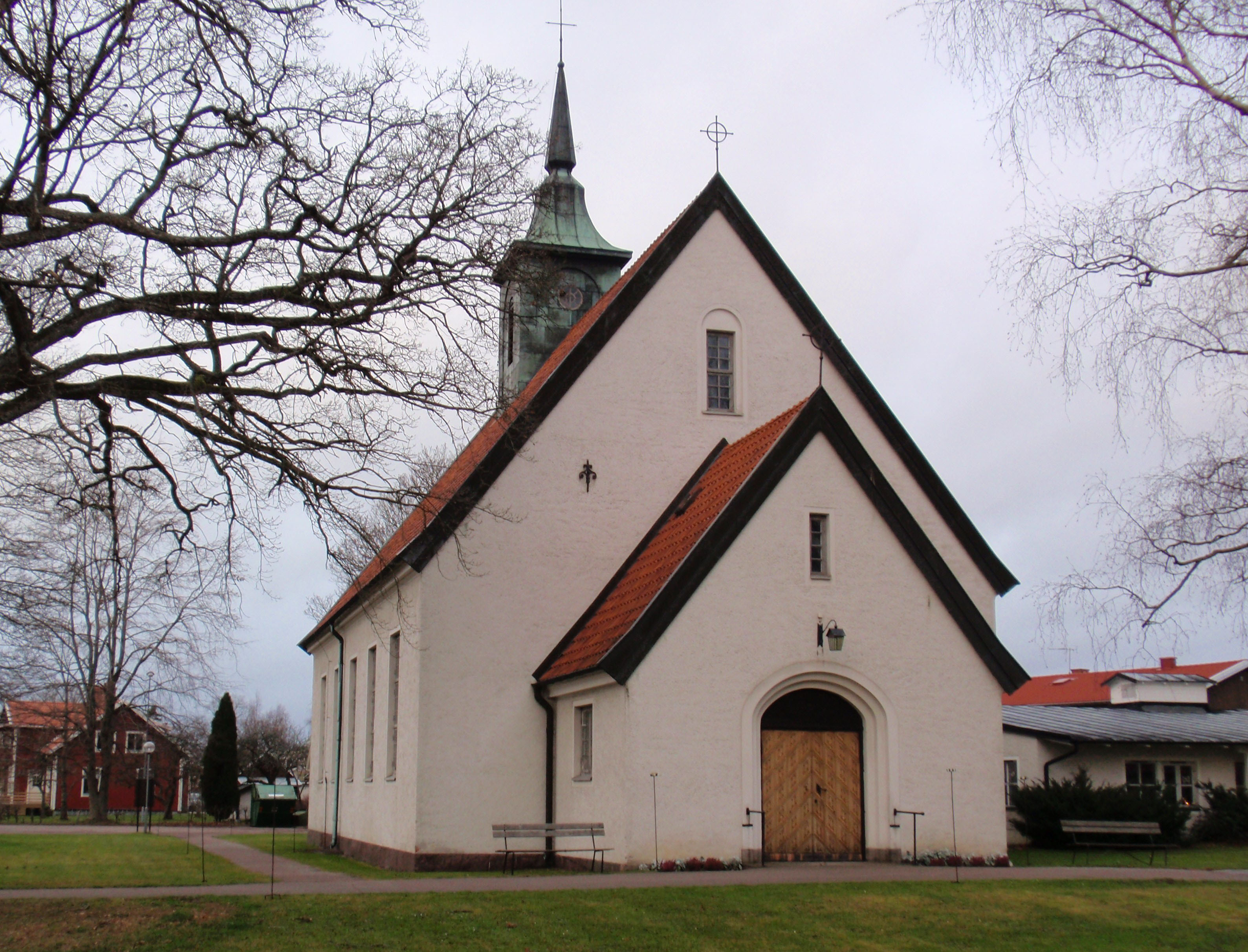
Sankt Olofs kyrka i Trekanten

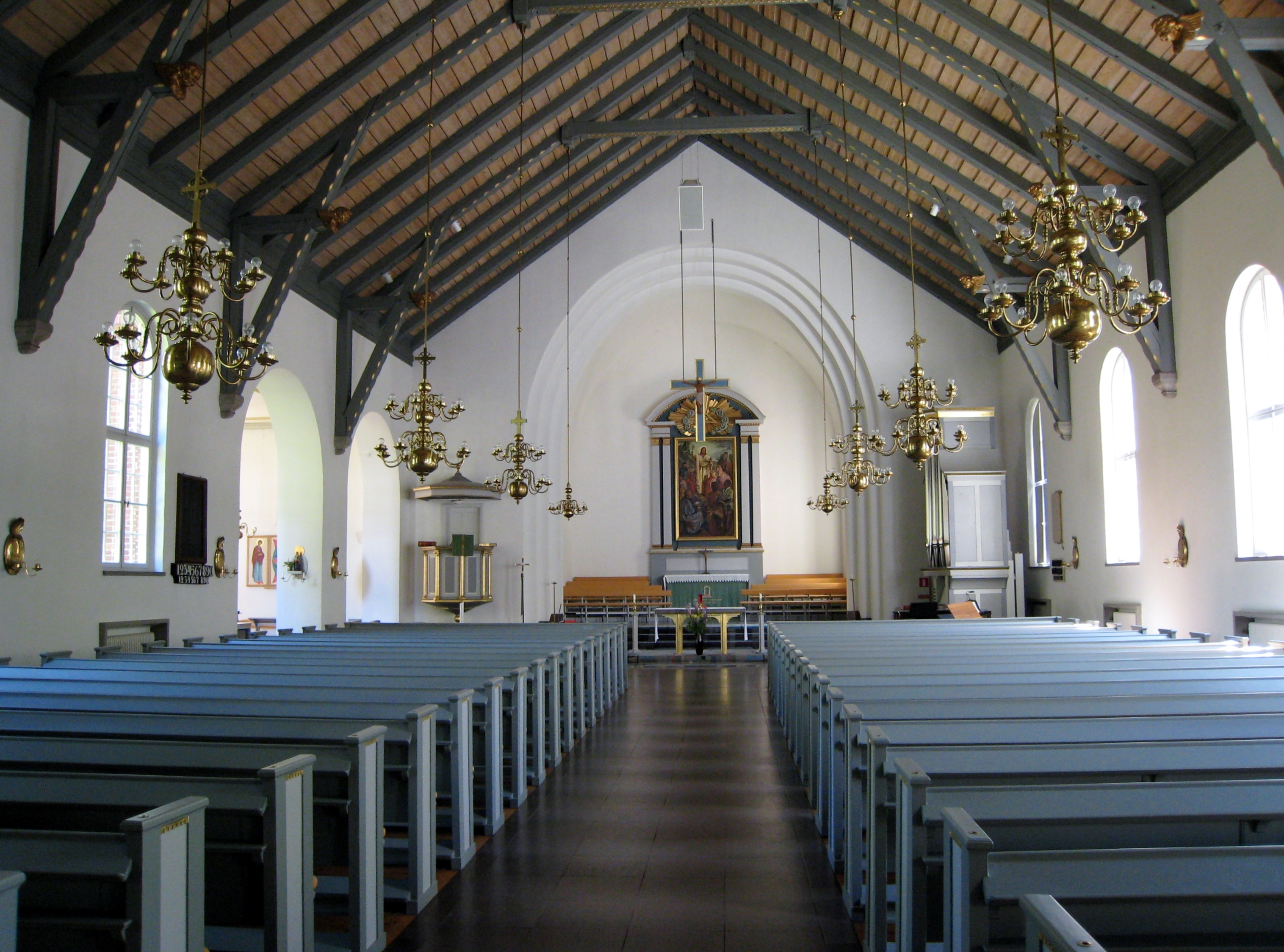
Nybro kyrka

Fredrik Olson studerade på Tekniska skolan i Stockholm 1891–1894 och vid Gewerbliche Fortbildungschule i München i Tyskland 1896–1897. Han var extra elev vid Kungliga Tekniska Högskolan 1900–1902. Mellan 1901 och 1904 undervisade han vid Tekniska skolan och verkade även som assistent vid Kungliga Tekniska högskolan i Stockholm 1902–1904.
Han var 1904–1937 stadsarkitekt i Kalmar, där han kom att sätta sin prägel på staden med runt 450 utförda uppdrag. De innefattade länslasarettet, flera skolor samt byggnader för stadens tekniska verk, om- och tillbyggnader för stadens tekniska verk, om- och tillbyggnad av Kalmár rådhus 1907, Kalmar teater och krematoriet. Han ledde restaureringen av domkyrkan. Vid Kalmar slotts restaurering var han Byggnadsstyrelsens kontrollant. Vidare står han bakom Nybro kyrka, Sankt Olofs kyrka och Flemmingelands kapell, ombyggnaden av Mörbylånga kyrka 1931, tingshus i Högsby samt har restaurerat flera kyrkor i Kalmar län.

## Verk i urval
- Madesjö-Örsjö kommuns sparbank, Storgatan 12–Nya Stationsgatan, 1906–1907, rivet 1953
- Tillbyggnad av  Smålands enskilda bank, 1905–1906
- Kalmar gasverk, 1906
- Gamla varmbadhuset, Kalmar, 1907
- Elementarskolan för flickor, Kalmar, 1907
- Pastorsexpedition och församlingshus i kvarteret Domherren, Malmen, Kalmar, 1907
- Kalmar elverk, Trädgårdsgatan/Sankta Gertruds gata, 1908
- Ett flertal radstående hus i stadsdelarna Sandås, Västra Malmen och Bremerlyckan i Kalmar, 1908–1937
- Riskvarnen, Kalmar, 1911–1912
- Om- och tillbyggnad av Kalmar teater, 1912
- Restaurering av Kalmar domkyrka, 1908–1914
- Vasaskolan, Germundsgatan 7, Kalmar, 1916
- Tingshuset i Högsby, 1917
- Församlingshemmet Lyckhem, Ståthållargatan/Germundsgatan, Kalmar, 1920
- Smålands enskilda banks byggnad i Högsby, 1920
- Tillbyggnad av Frimurarehotellet i Kalmar, 1928
- Om- och tillbyggnad av Mörbylånga kyrka, 1931
- Krematorium på Norra Kyrkogården, Kalmar, 1934
- Danspaviljong i Folkets park, Kalmar, 1943, riven 2021

J. Fred. Olson är representerad på bland annat Kalmar konstmuseum. Han är begravd på Norra kyrkogården i Kalmar.